# 町田兼一
町田 兼一（まちだ けんいち）は、日本のミュージカル俳優。劇団四季所属。

## 来歴
幼い頃、8年間アメリカで生活する。中学生の時に観た『美女と野獣』に感動し四季を目指す。
2005年11月、劇団四季オーディションをヴォーカルコースで受験し合格。
入団後の2006年に『オペラ座の怪人』アンサンブルで四季の初舞台を踏む。その後『ウィキッド』『魔法をすてたマジョリン』アンサンブルで出演する。
2013年には『リトルマーメイド』フロットサム役のデビューを果たす。以降『アラジン』イアーゴ、オマール、『カモメに飛ぶことを教えた猫』マチアスなどを演じている。

## 出演作品

### 劇団四季入団後[1][3]
- 『オペラ座の怪人』（アンサンブル6枠、5枠）
- 『ウィキッド』（アンサンブル2枠）
- 『魔法をすてたマジョリン』（アンサンブル2枠）
- 『リトルマーメイド』（フロットサム）
- 『アラジン』（イアーゴ、オマール）
- 『カモメに飛ぶことを教えた猫』（マチアス）
- 『ノートルダムの鐘』（アンサンブル4枠）

### その他
- 読売テレビ「マヨブラジオ」（番組内企画にてブラックマヨネーズ吉田敬の練習相手として出演）
- 劇団四季『魔法をすてたマジョリン』DVD（アンサンブル）
- 劇団四季『リトルマーメイド』CD（フィナーレコーラス）